# 阿斯托尔·皮亚佐拉
阿斯托尔·潘塔莱昂·皮耶佐拉（西班牙語：Ástor Pantaleón Piazzolla，1921年3月11日—1992年7月5日），阿根廷作曲家以及班多鈕手风琴演奏家。作为作曲家的皮耶佐拉，以全方位系统的古典音乐训练为基础，创造性地融合传统古典音乐与爵士乐的作曲风格，将探戈音乐从通俗流行的舞蹈伴奏音乐提升为可以单独在舞台上展示的具有高度艺术性，并能表达深刻哲理的纯音乐形式，并由此创立了“新探戈音乐”（Tango Nuevo）乐派，成为阿根廷文化的代表人物之一，以及南美音乐史上的重要人物。在阿根廷，皮耶佐拉被尊称为“了不起的皮亚佐拉”（el gran Piazzolla）。

## 音乐生涯
皮亚佐拉于1921年诞生于阿根廷马德普拉塔的一个意大利裔的家庭，由于经济困窘，在其幼年时，举家搬迁至美国纽约。皮亚佐拉遂于美国纽约度过其童年时期，并得到机会接触古典音乐（尤其是巴赫的音乐）、探戈音乐、爵士音乐等多种风格，与此同时也开始演奏班多鈕手风琴，并于13岁时得到当时旅美的著名阿根廷探戈音乐演奏家Carlos Gardel的邀请加入其演奏团，以及在其探戈主题的电影中获演一个配角。
1937年，皮亚佐拉家族迁回阿根廷，已经有了相当音乐基础的皮亚佐拉和专业音乐人士有了更多的机会，并展露了作为手风琴演奏家的惊人才能。其时，皮亚佐拉所崇拜的世界级钢琴演奏家阿图尔·鲁宾斯坦亦旅居阿根廷，皮亚佐拉为其写作了一首钢琴曲，并当面求教。鲁宾斯坦虽然并不认为这是一首成功的作品，但积极鼓励皮亚佐拉正规而系统地学习音乐，走上专业的道路。
在鲁宾斯坦的鼓励下，皮亚佐拉拜阿根廷著名的作曲家希纳斯特拉为师，按照正规音乐学院的教学法学习钢琴、作曲等专业，并取得了一定的作曲家的声望，为日后的创作打下良好的基础。皮亚佐拉在阿根廷的音乐学院毕业后，曾一度放弃探戈音乐，专心于古典音乐世界，并以青年作曲家的才华引起当地作曲界的瞩目，并赢得机会前往法国巴黎，拜著名作曲家娜迪亚·布朗热为师，继续深造。
在欧洲，皮亚佐拉仍打算隐瞒自己曾作为探戈音乐家活动的经历，认为当一名探戈音乐家是一种耻辱，而想一心投入纯正的古典音乐世界，但这个想法遭到其老师布朗热言辞激越的强烈反对。当布朗热了解到皮亚佐拉在探戈音乐中的才华后，愠怒地打消了皮亚佐拉放弃探戈的想法，热忱地鼓励皮亚佐拉大胆地在探戈的世界中耕耘出一块新的土地。无论对于皮亚佐拉，还是对于探戈音乐艺术，甚至世界音乐史而言，这个后来被证明为富有远见的建议是具有历史意义的，因为从此皮亚佐拉扭转了探戈不能作为纯粹的“艺术音乐”存在，而只是一个存在于“社会底层”的“肮脏下流的词语”的错误观念，将其全部才能投入到这块他既熟悉而又有天分的领域中去。
此后，皮亚佐拉在巴黎以很大的热情投入探戈音乐的创作中，打破了传统探戈音乐的一些窠臼，将现代化的古典、爵士等先进音乐技法融入探戈中。除作曲之外，他本人亦积极参与演奏，并采用了站立式的新的手风琴演奏方法，由于其音乐形式过于新潮，内容迥异于传统程式化的探戈，内涵更远比旧形式丰富，引发了部分听众的不解与不满，甚至发展为殴打事故，但皮亚佐拉终于找到了严肃音乐和探戈音乐相互结合的最有效方式：用探戈的激情来构架严肃音乐。
从欧洲学成归国的皮亚佐拉已是一个成熟的作曲家了。1955年，他在阿根廷创建了“布宜诺斯艾利斯八重奏”的探戈演奏团体，并革命性地引进了如下乐器编制，从而改变了探戈乐团传统的音响效果：
- 两把班多鈕手风琴；
- 两把小提琴；
- 低音提琴；
- 大提琴；
- 钢琴；
- 电吉他。

20世纪60年代是皮亚佐拉创作的高峰期，其诸多代表性的探戈组曲均在此时诞生。如同在巴黎一样，在阿根廷，皮亚佐拉的探戈音乐起初也遭到了人们的不解和排挤，但随着时间的流逝，越来越多的人理解到皮亚佐拉音乐的意义，最终将皮亚佐拉的音乐视作阿根廷文化中极有代表性的瑰宝。
皮亚佐拉一生共创作了300多部探戈作品，以及世界上的第一部“探戈歌剧”（Operita de Tango）《布宜诺斯艾利斯的玛莉亚》（Maria de Buenos Aires）。
从20世纪70年代后期开始，皮亚佐拉旅居意大利，这是他创作的第二个高峰期，也是其演奏艺术炉火纯青的集大成时期。1990年，皮亚佐拉在巴黎罹患中风，作曲事业遂告结束。1992年，皮亚佐拉病逝于阿根廷首都布宜诺斯艾利斯。

## 代表性的演奏家
皮亚佐拉生前组建过多个探戈乐团，其中维持时间较长，其本人参与成分最多，影响最大，合作最默契，最具代表性的重奏团，由如下音乐家组成：
- 班多鈕手风琴：皮亚佐拉
- 钢琴：Pablo Ziegler
- 小提琴：Fernando Suarez Paz
- 吉他：Horacio Malvicino
- 低音提琴：Hector Console 以及更早些的 Kicho Diaz

所有这几位演奏家，不仅是探戈音乐的杰出演绎者，更尤其是皮亚佐拉音乐的忠实再现者。时至今日，不断有新的音乐家，如著名犹太裔钢琴家丹尼尔·巴伦波伊姆，在需要再现忠实地皮亚佐拉的探戈音乐时，邀请上述音乐家中的部分人参与进他的重奏中。

## 音乐风格
皮亚佐拉在探戈音乐里加入了古典音乐的严谨和爵士音乐的即兴等要素。其次，皮亚佐拉为了打破传统探戈音乐一成不变的旋律和不断重复的节奏，使自己的旋律更标新立异，节奏更加复杂，内容更加深刻，形式更加丰富，同时扩张了探戈音乐的表现幅度。
例如，在节奏上，皮亚佐拉的作品重音的特点显得尤为突出。它完全改变了传统意义上的小节中节拍的强弱位置，以前的强拍位置被弱化，而有的弱拍位置却被强化了，与其他声部的规则节奏形成特有的复合节奏。这样，在音响上产生与众不同的音响效果，形成独特的曲风。
又如，皮亚佐拉经常采用各种探戈作曲形式，包括传统、浪漫、歌曲、现代探戈等，除了探戈还加上华尔兹、米隆加舞曲等形式，皮亚佐拉更运用过古典音乐曲式，例如叙事曲、赋格、触技曲、奏鸣曲、咏叹调、浪漫曲、弥撒曲等等来表现探戈音乐的内容。例如，皮亚佐拉曾为已故俄罗斯大提琴家罗斯特洛波维奇写过大提琴与钢琴奏鸣曲《大探戈》；为独奏班多鈕手风琴和乐队写过《手风琴协奏曲》；为探戈乐队写过巴洛克组曲形式的《探戈组曲》等等，都是借用的古典音乐的框架表现探戈的内容。
皮亚佐拉很重视打击乐、低音提琴、钢琴等节奏组的使用，钢琴和低音提琴放在一起充当节奏骨架作用，或配合鼓强调一些节奏重音。在他的探戈室内乐中，钢琴则通常被用做和声乐器，演奏各种转位和弦，同时也可用作独奏乐器。
在和声上，皮亚佐拉也大胆创新，善于使用多重元素。例如，无调性因素的运用。以其本人的话而言：“……循著多重節奏，以及雙和絃或三和絃的方式來創作，卻不會踰越，因為我必須讓“底下”的節奏部份具有搖擺的感覺。然後在“上面”裝飾音符。”
皮亚佐拉经常为一些传统上不作为独奏乐器出现的乐器写作重要而精彩的独奏段落，比如低音提琴。在其探戈曲中，低音提琴经常脱离传统的节奏型的演奏，而临时演奏一段技艺高深的独奏段。
和其他南美音乐尤其是巴西音乐相比，皮亚佐拉认为自己的音乐更富于理性而冷静，且并不刻意寻求欧化或古典化，而是在创造一种新的文化。

## 对探戈音乐的影响
总的来说，皮亚佐拉是一位探戈音乐艺术的革新者，他成功地将探戈音乐艺术提高到了一个前所未有的高度，使探戈音乐脱离单纯的舞蹈伴奏音乐，成为独立表达深刻思想的艺术形式。除开个人才能、文化背景等因素，从音乐技术上讲，这大体是由皮亚佐拉在以下四个方面将古典音乐及爵士乐技法成功融入探戈音乐领域而做到的，分别如下：
1. 古典音乐和爵士乐的和声技法。传统探戈音乐的和声较为单调，缺乏变化。固然在演奏时方便、悦耳、通俗，容易让听众理解，亦容易让舞者跟随起舞，但在音乐表达上显然较为浅薄乏力，较多娱乐价值而较少音乐表现张力和审美价值。而20世纪的古典音乐，在和声技法上突飞猛进，创造了很多新的用法及和声语言。在长期的古典音乐训练中，皮亚佐拉熟悉了拉赫玛尼诺夫、德彪西、拉威尔、斯特拉文斯基、巴托克等人的崭新的和声语言[3]，甚至就技术手段而言最为前卫，也因此较不能为普通听众所接纳的“十二音体系”亦曾被皮亚佐拉顺利地纳入探戈世界，使探戈音乐的和声技法丰富、立体，而有更高的审美价值，当然，在某种意义上也提高了探戈音乐的审美门槛。同样，20世纪爵士乐复杂而富有新意的和声织体也被皮亚佐拉运用进了探戈音乐中。
2. 古典音乐的曲式技法。欧洲古典音乐在历史发展过程中曾积累了大量的优秀的曲式经验，产生了成熟的曲式科学。皮亚佐拉将成熟的曲式学用于探戈，直接产生的后果就是，探戈音乐可以写得篇幅更大，容纳更多音乐语言，并能将各种音乐素材更有效更科学地组织起来，使得探戈音乐得到有系统的提炼，而立体化、体系化。例如，皮亚佐拉曾参考巴洛克组曲的形式创作了探戈组曲，成功地展现了探戈从1900年发展到当代的四个典型历史时期的片段，将“组曲”这一曲式形态与探戈的内容结合得淋漓尽致。相似的还有《探戈 四季》等组曲，《手风琴协奏曲》、《最低音》、《大探戈》等独奏弦乐器作品等。这些作品，在引入古典音乐的正规曲式技法之前，是不可想象的。
3. 古典音乐的复调技法。皮亚佐拉在布朗热麾下研习了四年的“四声部对位”技法[3]，这为他将探戈从单纯的主调音乐拓展到立体式的复调音乐起了极大的作用。皮亚佐拉经常为探戈的室内乐作曲，娴熟的复调技法为此提供了可能。例如，皮亚佐拉在为探戈重奏而写作的《组曲》的Fugata乐章中，大胆地使用了“赋格”的复调形式，为小提琴、大提琴、低音提琴、手风琴四个声部写作了一首工整典雅的形态标准的四声部赋格，而主题仍然是用的典型的探戈主题，将一个单纯的舞蹈性质的主题变得宏大、凝练而立体。
4. 古典音乐和爵士乐的配器。除了传统探戈音乐较多使用的手风琴等乐器之外，皮亚佐拉将独奏小提琴、独奏大提琴等明显带有古典音乐色彩的乐器引进了探戈世界。又将电吉他、木吉他、拨弦低音提琴等带有爵士风格的乐器引进探戈音乐，将原本较单纯的探戈音乐的配器，提升为多彩多样的配器。尤其是，皮亚佐拉在探戈室内乐重奏中贯彻古典重奏音乐的精神，赋予每个声部以同等的重要性，因此一些原本只担任低音、节奏任务的声部，也如同在古典音乐中那样，有机会演奏较高技巧性的段落。这就要求演奏皮亚佐拉音乐的低音提琴等乐器的演奏者必须具有传统探戈乐手所不需具备的独奏能力，实际上也提升了探戈音乐演奏的水准。

## 对古典音乐的反影响
作为严肃音乐存在的古典音乐，曾长时期与作为流行音乐存在的探戈音乐无直接往来。但自从皮亚佐拉大幅提升探戈音乐的审美格调后，古典音乐界开始关注皮亚佐拉，至今已形成一股用古典音乐的方式演奏皮亚佐拉作品的热潮。
这其中，较有影响的演奏如下：
- 马友友：大提琴演奏家。他在其《探戈灵魂》专辑中，与著名班多鈕手风琴演奏家Nestor Marconi，吉他演奏家Assad兄弟，低音提琴家（也是皮亚佐拉生前的合作伙伴，见上文）Hector Console等人合作，将皮亚佐拉的探戈室内乐改编成大提琴加探戈重奏的新形式，成功地将独奏大提琴的音乐技法融入皮亚佐拉所营造的探戈音乐之中。该专辑尚收录运用现代技术将已逝的皮亚佐拉本人的演奏与马友友的演奏剪接之后的录音，以及马友友与钢琴家艾克斯合作演奏的皮亚佐拉写给独奏大提琴与钢琴的奏鸣曲性质的《大探戈》。
- 基東·克雷默：小提琴家。至今以皮亚佐拉的探戈音乐为主题发行两张专辑。其中在《纪念皮亚佐拉》一辑中，他演奏独奏小提琴，与班多鈕手风琴家Nestor Marconi，低音提琴家Alois Posch等合作，成功将皮亚佐拉之探戈音乐以古典小提琴技法展现出来，取得了世界性的影响。
- 巴伦波伊姆：钢琴家、指挥家。他在近年推出的《探戈》专辑中，以独奏钢琴家的身份，与皮亚佐拉生前的老班底低音提琴家Hector Console等人合作演奏皮氏的探戈作品。
- 艾克斯：美国钢琴家。在其专辑Los Tangueros中，与皮亚佐拉生前的老班底钢琴家Pablo Ziegler合作。
- 沃尔夫冈·居特勒（Wolfgang Guettler）：德国低音提琴家，前柏林爱乐乐团首席低音提琴。曾于德国卡尔斯鲁厄Bad Herrenalb音乐节上演奏皮亚佐拉的《四季》改编曲，产生较大反响。
- 巴兹维克（Baadsvik）：挪威大号演奏家。与专辑《舞蹈》中演奏改编给独奏大号与钢琴的皮亚佐拉的作品。
- 克洛诺斯四重奏团（Kronos Quartet）：弦乐四重奏团体，在专辑《五个探戈情愫》中演奏改编给弦乐四重奏的皮亚佐拉的作品。

## 作品節選
若干按年份排列的代表作：
- 1943年：Suite para cuerdas y arpas
- 1946年：El desbande
- 1952年：Rapsodía porteña
- 1953年：Buenos Aires
- 1954年：Sinfonietta
- 1959年：Adiós Nonino （《再见 诺尼诺》皮亚佐拉纪念其亡父的作品，最重要的代表作之一）
- 1963年：Tres tangos sinfonicos
- 1969年：Balada para un loco
- 1969年：María de Buenos Aires （探戈剧《布宜诺斯艾利斯的玛丽亚》）
- 1970年：El pueblo joven
- 1973年：Libertango （《自由探戈》）
- 1975年： Suite Troileana
- 1976年： 500 motivaciones
- 1979年： Concierto para bandoneón （《班多鈕手风琴协奏曲》）
- 1982年： Le grand tango （写给独奏大提琴与钢琴的《大探戈》）
- 1982年： Suite Punta del Este（寫給手風琴與管弦樂團的《埃斯特角城組曲》）
- 1983年： Concierto de Nácar （寫給9件獨奏樂器與管弦樂團的《納卡爾协奏曲》）
- 1986年： El exilio de Gardel
- 1989年： Five Tango Sensations（寫給手風琴與弦樂四重奏的《探戈五韻》）

年份未考的若干代表性曲目：
- Kicho （写给皮亚佐拉的合作伙伴Kicho Diaz的低音提琴独奏小品）
- Oblivion （《遗忘》 皮亚佐拉最富代表性的探戈小品之一）
- Cuatro Estaciones Porteñas（《四季》探戈组曲）
- Contrabajissimo （《最低音》 皮亚佐拉写给独奏低音提琴及探戈室内乐团的作品）
- Milonga del Angel （《天使米隆加》 皮亚佐拉的最富代表性曲目之一）
- Una Historia del Tango （《探戈的历史》 皮亚佐拉的最富代表性组曲之一）
- Doble Concierto para Bandoneón y Guitarra（《手風琴與吉他複協奏曲》，皮亞佐拉創作的三首協奏曲之一）

## 杂项
皮亚佐拉与同样是阿根廷国宝之一的足球运动员马拉多纳相交甚厚，马拉多纳曾专程包机飞回阿根廷，为其庆祝生日。
皮亚佐拉非常崇拜阿根廷著名文学巨匠博尔赫斯，并为其诗作配乐，写成一组探戈套曲（El Tango）。